# ChibiChibi
ChibiChibi (ちびちび?) è un personaggio immaginario del manga e anime Sailor Moon. Fa la sua comparsa nel corso del quinto arco.
ChibiChibi ha un'età apparente di due anni, e non sa ancora parlare, conosce solo alcune parole semplici e ripete ciò che sente dire agli altri. Nell'anime il suo vocabolario si limita spesso all'espressione continua della parola chibi. La parola "Chibi" in giapponese ha un doppio significato: da una parte vuol dire "piccolo", e dall'altra si usa per indicare "qualcosa che accadrà alla fine".

## Storia di ChibiChibi
Sia nell'anime che nel manga la prima apparizione di ChibiChibi avviene nella primissima parte di Sailor Moon Sailor Stars. La piccola arriva sulla terra fluttuando con un ombrellino e si insedia in casa di Usagi Tsukino nello stesso modo in cui fece Chibiusa, cioè ipnotizzando tutti coloro che la circondano allo scopo di fare credere che lei ci sia sempre stata. Tuttavia come nel caso di Chibiusa, Usagi e le altre Sailor Senshi rimangono immuni a questa magia. Dato che ChibiChibi non sa parlare, la bimba non può rivelare nulla sulla propria identità e le guerriere sailor si domandano se possa essere la secondogenita di Neo Queen Serenity o addirittura la futura figlia di Chibiusa, tutte idee puntualmente smentite da Sailor Pluto. Nel manga invece è Chibiusa stessa a non sentire "sua" ChibiChibi quando la incontra la prima volta. In entrambe le serie ChibiChibi porta con sé un incensiere dorato, che protegge con tutte le proprie forze. Tale incensiere in realtà è il sigillo che protegge la Principessa Kakyuu da Sailor Galaxia.
La vera identità di ChibiChibi differisce fra l'anime e il manga. Nel manga, infatti, ChibiChibi è il camuffamento di Sailor Cosmos, la forma finale evoluta di Sailor Moon che ritorna indietro nel tempo per guidare la sè stessa del passato nella guerra contro Chaos e Galaxia. Nell'anime ChibiChibi è il seme di stella di Sailor Galaxia, da lei stessa liberato. Galaxia, infatti, non riuscendo ad arrivare a una conclusione nella lotta contro Chaos, decise di sigillarlo dentro di sé, conscia del fatto che il potere di Chaos l'avrebbe consumata e corrotta fino a farle perdere la propria identità di guerriera del bene. Per salvare la "parte buona" di sé, il seme di stella appunto, lo mandò sulla Terra, in cerca di colei che avrebbe potuto prendersene cura, ovvero Sailor Moon. Spesso nell'anime ci si riferisce a ChibiChibi come al raggio di speranza (kibō no hikari), che secondo le Sailor Starlights e la principessa Kakyuu è l'unica arma in grado di battere Galaxia. Nel finale della serie, ChibiChibi crea la Spada del sigillo, l'arma con la quale Sailor Moon dovrebbe eliminare Galaxia, ma Sailor Moon si rifiuta di combattere, e Galaxia distrugge la spada, lasciando svanire ChibiChibi.
Nel musical la storia di ChibiChibi segue sempre la versione dell'anime, tranne nell'ultimo musical, “Le Mouvement final”, in cui appare anche come Sailor Cosmos.

## Trasformazioni e aspetti

### Sailor ChibiChibi Moon

Sailor ChibiChibi Moon nell'ultimo episodio dell'anime

ChibiChibi si può trasformare con il proprio potere in Sailor ChibiChibi Moon, anche se nel manga (e nell'edizione italiana dell'anime) viene omessa la parola "moon" e viene chiamata semplicemente come Sailor ChibiChibi. Nell'anime non combatte (in quanto sembra non possedere alcun potere di attacco come le altre guerriere) tuttavia è in grado di potenziare Sailor Moon, mentre nel manga è in grado di usare un piccolo scettro a forma di cuore. Nell'anime tale trasformazione avviene spontaneamente e comunque capita in poche circostanze. Nel manga, invece, ChibiChibi deve utilizzare una formula di trasformazione simile a quella delle altre guerriere ChibiChibi Crystal Power! Make Up!. Il suo costume appare una versione in miniatura di quello di Eternal Sailor Moon, ma con le tonalità di colori blu e rosso, come nella prima trasformazione di Sailor Moon, e che nel manga (a differenza dell'anime) è dotato anch'esso di un paio d'ali.

### Sailor Cosmos
Sailor Cosmos (セーラー・コスモス?, Sērā Kosumosu) si rivela nell'atto finale del manga. Proviene da un futuro in cui le guerriere sono state decimate da una terribile guerra contro Chaos; dopo anni di interminabile lotta, Sailor Cosmos prese la decisione di assumere le sembianze di ChibiChibi per tornare indietro nel tempo, e incoraggiare Eternal Sailor Moon a distruggere Chaos quando ne avrebbe avuto la possibilità.
All'inizio Sailor Cosmos avrebbe voluto che Sailor Moon distruggesse il Galaxy Cauldron per impedire a Chaos di rinascere da esso, ma Sailor Moon si rifiutò quando si rese conto che, anche senza il Cauldron, Chaos sarebbe rinato nel Cauldroun e il sacrificio delle Sailor Senshi sarebbe stato vano. Al contrario, scelse di sacrificare se stessa nel Cauldron per poterlo purificare e permettere a sé stessa e a tutte le altre guerriere di rinascere nuovamente. Questo gesto diede la forza e il coraggio a Sailor Cosmos, che quindi torna nel suo futuro con una nuova speranza: è implicito che ella utilizzerà lo stesso metodo della sua sé passata per porre fine alla guerra.
Secondo l'autrice Sailor Cosmos sarebbe la Sailor Moon del futuro (nel manga Sailor Ceres chiede a Cosmos se ella non sia la forma finale di Sailor Moon senza avere alcuna risposta), anche se ciò implicherebbe un ret-con, in quanto durante il viaggio delle guerriere Sailor nel XXX secolo era stato detto che una persona non potrebbe incontrarsi con il suo doppelgänger del passato o del futuro, mentre Sailor Moon incontra Sailor Cosmos (sotto le mentite spoglie di ChibiChibi) durante tutta la quinta serie; ciò potrebbe implicare che Sailor Cosmos abbia dei poteri superiori, compreso quello di ignorare tali regole, tuttavia nel manga non viene fornita alcuna spiegazione, né viene spiegato come Sailor Cosmos sia venuta alla luce. Inoltre, nel finale della quarta serie Diana dice che Eternal Sailor Moon è la guerriera più vicina a essere potente come Queen Serenity, per cui, non potendo superare tali poteri, Sailor Cosmos dovrebbe essere teoricamente meno forte di queste due forme, cosa che renderebbe errata la precedente ipotesi, poiché neanche Neo Queen Serenity possiede il potere di ignorare la regola descritta nella seconda serie.
Nel musical invece viene spiegato che Sailor Cosmos è una futura reincarnazione di Sailor Moon, un futuro remoto in cui Chaos è rinato come Sailor Chaos. Dopo una lunga battaglia contro l'entità, Cosmos è fuggita dalla lotta, e viaggiando nel tempo ha tentato di convincere Sailor Moon a distruggere il Cauldron e Chaos, affinché non potesse rinascere in futuro.
Sailor Cosmos si presume comparire nell'anime, infatti viene mostrata solo una silhouette della versione adulta di ChibiChibi (il "raggio della speranza"). Naoko Takeuchi ha commentato che le sarebbe piaciuto vedere Sailor Cosmos nell'anime.
Esteticamente Sailor Cosmos ha un aspetto simile a quello di Sailor Moon, con la differenza che i capelli sono bianchi e gli odango sono a forma di cuore come quelli di ChibiChibi, mentre il colore prevalente nella sua divisa è il bianco (con il fiocco all'altezza del petto formato da due ali con al centro una spilla rotonda) ed è dotata di un mantello dello stesso colore, il suo Sailor Crystal è il Cosmos Crystal e non il Silver Moon Crystal.

## Poteri
Nel manga ChibiChibi si trasforma in una Sailor Senshi gridando le parole "ChibiChibi Crystal Power! Make Up!" Tuttavia questa trasformazione non viene mai mostrata nell'anime. In entrambe le versioni ChibiChibi è in grado di infondere grande potere nelle altre: per esempio potenzia il potere di Eternal Sailor Moon da Starlight Honeymoon Therapy Kiss a Silver Moon Crystal Power Kiss. Nell'anime, inoltre infonde un senso di pace e serenità alla Principessa Kakyuu in punto di morte, incoraggia le Sailor Starlights a continuare a combattere, e potenzia Sailor Moon prima del suo confronto con Sailor Galaxia.
In alcuni casi ChibiChibi è anche in grado di teletrasportarsi. Questo deriva dal suo strano potere espresso tramite una luce rosa, che non è legato al fatto di essere il seme di stella di Galaxia, ma come guerriera simile a Sailor Moon. Inoltre nel finale lascia apparire la Spada del sigillo. Nel manga la sua forma di bambina non è altro che un camuffamento di Sailor Cosmos.
Nessuno dei poteri di Sailor Cosmos viene mostrato. Viene solamente detto nell'ultimo capitolo del manga che l'abilità di utilizzare tutti i sailor crystal della galassia insieme per formare il Cosmos Crystal, anche chiamato Lambda Power, è una caratteristica definitiva dell'essere Sailor Cosmos.

## Attrici
Nell'anime ChibiChibi è doppiata da Kotono Mitsuishi, la stessa seiyuu di Sailor Moon stessa e in italiano da Federica Valenti  Nei musical, invece è stata interpretata da sei attrici: Mao Kawasaki, Mikiko Asuke, Yuka Gouchou Mina Horita, Hinari Yamaguchi (2017) e Chise Niitsu (2017) . Nel musical “Le mouvement final”, del 2017, compare anche Sailor Cosmos, interpretata da Satomi Okubo.
Nel film Pretty Guardian Sailor Moon Cosmos - The Movie è doppiata da Kotono Mitsuishi nella forma di Chibi Chibi e da Keiko Kitagawa nella forma di Sailor Cosmos e in italiano da Bianca Demofonti nella forma di Chibi Chibi e da Barbara De Bortoli nella forma di Sailor Cosmos.